# 阿布哈兹·伊德里索夫
阿布哈兹·伊德里索维奇·伊德里索夫（俄语：Абухаджи Идрисович Идрисов；1918年5月17日—1983年10月22日）是一名车臣裔苏联红军士兵，在整个苏德战争期间，他共击毙了349名德军士兵，其战绩在苏联红军狙击手中排名第14。
1944年他在一次战斗中被炮火炸伤，伤愈后因为扁豆行动余波的缘故被流放到哈萨克斯坦，军功章和荣誉被剥夺。后来军方给他安排了一个住处，但是由于民族的原因，他的战绩一直未在苏联官方中被提及。1956年，伊德里索夫回到故乡当起了一名售货员。1983年，他在家乡去世，享年65岁。
直到苏联解体多年后，俄罗斯才向他颁发了迟到的苏联英雄称号和相关奖章。并在莫斯科和新罗西斯克的军事博物馆中为其树立雕像，以茲纪念。